# Schneckenhofen
Schneckenhofen ist ein Ortsteil der Gemeinde Bibertal im schwäbischen Landkreis Günzburg in Bayern.

## Lage
Das Kirchdorf liegt auf freier Flur im Osten des Gemeindegebietes und ist über die Staatsstraße 2020 zu erreichen. Es wird vom Unteren Lachgraben durchflossen, einem Quellbach der Drill.

## Geschichte
Der Ortsname ist wohl alemannischen Ursprungs und wird als Höfe des Snego gedeutet.
Schneckenhofen wird erstmals in einer päpstlichen Urkunde vom 16. August 1225 als Schneggenhouven im Zusammenhang mit dem Kloster Elchingen genannt. Der Besitz im Ort war sehr zersplittert, er gehörte zur Markgrafschaft Burgau und anderen Herrschaften. Schneckenhofen ist aus mindestens zwei Teilsiedlungen, westlich und östlich des Unteren Lachgrabens, zusammengewachsen.
Anlässlich der bayerischen Gebietsreform wurde zum 1. Mai 1978 die ehemals selbständige Gemeinde Schneckenhofen zusammen mit anderen Gemeinden zur Einheitsgemeinde Bibertal zusammengeschlossen.

## Sehenswürdigkeiten

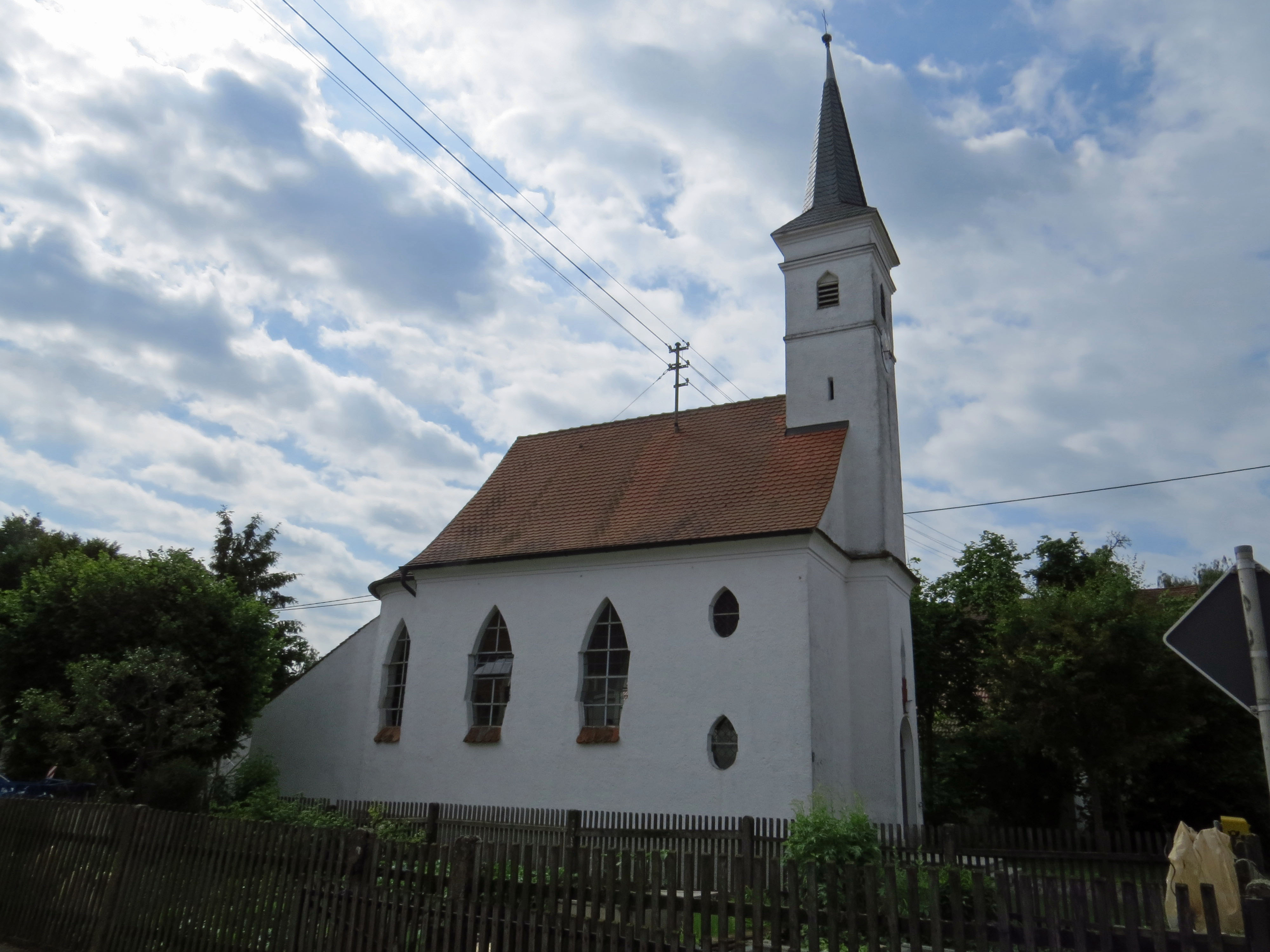
Kapelle St. Georg

Siehe auch: Liste der Baudenkmäler in Bibertal#Schneckenhofen
- Katholische Kapelle St. Georg, erbaut 1924
- Bildstock aus dem 19. Jahrhundert